# Йоргос Бузукис
Йоргос Бузукис (на гръцки език: Γιώργος Μπουζούκης) е гръцки професионален футболист, полузащитник, състезател на гръцкият тим ФК Пиерикос от град Катерини.

## Кратка спортна биография
Бузукис израства в школата на ФК Ватаниакос, където започва и своята професионалната кариера. Дебютира в шампионатен двубой от гръцкото първенство през Сезон 2013–2014 на 21 февруари 2014 г. в домакинството на ФК Серес с 0:0.
На 30 юни 2014 г. договорът му с Ватаниакос изтича и на 18 юли 2014 г. той подписа договор с тима на ФК Пиерикос. Бузукис е освободен без трансфер на 30 юни 2015 г., тъй като отборът му изпада във Втора Футболна лига. Преминава в тима от Гръцка Суперлига Верия, с който подписва тригодишен договор с клуба.
През 2016 година преминава в българският тим на ПФК Локомотив (София), където остава до лятото на 2017 година.